# Стратановський Сергій Георгійович
Сергій Георгійович Стратановський (* 5 грудня 1944, Ленінград, РРФСР) — російський поет.

## Біографія
Народився в сім'ї філолога-класика Георгія Стратановського. В 1968 закінчив філологічний факультет Ленінградський університет. Працював екскурсоводом в музеї Пушкіна, в Ермітажі, з 1983 — бібліограф в Російській національній бібліотеці.
Став відомим завдяки публікації в антології Михайла Шемякіна «Аполлон-77». Близько 40 віршів було опубліковано в антології Кузьмінського (1983). Перша публікація на батьківщині відбулася в збірнику «Круг» (1985).
Член Спілки письменників Санкт-Петербурга (з 1999), Міжнародного ПЕН-клубу (з 2001). Стипендіат Фонду імені І. О. Бродського (2000).

## Громадянська позиція
У березні 2014 підписав звернення російських діячів культури проти окупації Криму.
У травні 2018 приєднався до заяви російських літераторів на захист українського режисера Олега Сенцова, незаконно засудженого у РФ.